# Loi sur la faillite et l'insolvabilité
La  Loi sur la faillite et l'insolvabilité (anglais: Bankruptcy and Insolvency Act) est la loi canadienne qui régit le droit de la faillite. La faillite est de compétence fédérale en vertu de l'art. 91 (21) de la Loi constitutionnelle de 1867. En vertu de cette loi, un débiteur peut notamment soumettre une proposition concordataire à ses créanciers afin de régler les dettes d'une entreprise pour qu'elle puisse repartir de bon pied. 